# Varietat complexa
En geometria diferencial, una varietat complexa és una varietat amb un atles de cartes cap al disc unitat obert de Cn, tal que les funcions de transició són holomorfes.
El terme varietat complexa s'utilitza sovint tant per referir-se a una varietat complexa en el sentit anterior (també anomenada varietat integrable), com per referir-se a una varietat quasicomplexa.

## Implicacions de l'estructura complexa
Com que les funcions holomorfes són molt més rígides que les funcions suaus, les teories sobre varietats diferenciables i complexes tenen característiques ben diferents: les varietats complexes compactes tenen més semblances amb les varietats algebraiques que les varietats diferenciables.
Per exemple, el teorema d'immersió de Whitney ens diu que tota varietat diferenciable n-dimensional es pot submergir com una subvarietat diferenciable de R2n, mentre que no és cert, en general, que es pugui submergir de manera holomorfa dins Cn. Considerem, per exemple, una varietat complexa connexa compacta M qualsevol: tota funció holomorfa sobre M és localment constant pel teorema de Liouville. Si tinguéssim una immersió holomorfa de M dins Cn, llavors les funcions coordenades de Cn es restringirien a funcions holomorfes no constants sobre M, la qual cosa contradiria la compacitar, excepte en el cas en què M consistís d'un sol punt. Les varietats complexes que es poden submergir en Cn reben el nom de varietats de Stein, i formen una classe molt especial de varietats, incloent-hi, per exemple, les varietats algebraiques afins complexes suaus.
La classificació de les varietats complexes és força més subtil que la de les varietats diferenciables. Per exemple, mentre que en dimensió diferent de 4 una varietat topològica donada té, com a màxim, un nombre finit d'estructures suaus, una varietat topològica que doni suport a una estructura complexa pot tenir (i és habitual que tingui) una quantitat incomptable d'estructures complexes. Les superfícies de Riemann, varietats bidimensionals equipades amb una estructura complexa, que admeten una classificació topològica segons el seu gènere, són un exemple important d'aquest fenomen. El conjunt d'estructures complexes sobre una superfície orientada donada, llevat d'equivalència biholomorfa, forma una varietat algebraica complexa anomenada espai de mòduls, l'estructura de la qual és objecte de recerca activa.
Com que les funcions de transició entre cartes són biholomorfes, les varietats complexes són, en particular, suaus i orientades canònicament (no només orientables: una funció biholomorfa sobre (un subconjunt de) Cn proporciona una orientació, ja que les funcions biholomorfes preserven l'orientació).

## Exemples de varietats complexes
- Superfícies de Riemann
- Varietats de Calabi-Yau
- El producte cartesià de dues varietats complexes
- L'antiimatge de qualsevol valor no crític d'una funció holomorfa

### Varietats algebraiques complexes suaus
Les varietats algebraiques complexes suaus són varietats complexes, entre elles:
- Espais vectorials complexos
- Espais projectius complexos,[nota 2] Pn(C).
- Grassmannians complexos
- Grups de Lie complexos com GL(n, C) o Sp(n, C).

De manera similar, els anàlegs quaterniònics d'aquests exemples són també varietats complexes.

### Simplement connexes
Les varietats complexes unidimensionals simplement connexes són isomorfes a un d'aquests casos:
- Δ, el disc unitari de C
- C, el pla complex
- Ĉ, l'esfera de Riemann

Notem que aquestes varietats estan relacionades segons Δ ⊆ C ⊆ Ĉ, però no hi ha funcions no constants en l'altre sentit, pel teorema de Liouville.

## Relació entre disc, espai i polidisc
Els espais següents són diferents vistos com a varietats complexes, la qual cosa il·lustra el fort caràcter geomètric de les varietats complexes, en comparació amb les varietats diferenciables:
- l'espai complex Cn
- el disc unitat o la bola oberta

{\displaystyle \left\{z\in \mathbf {C} ^{n}\colon \ \|z\|<1\right\}}
- el polidisc

{\displaystyle \left\{z=(z_{1},z_{2},\dots ,z_{n})\in \mathbf {C} ^{n}\colon \ \vert z_{i}\vert <1,{\mbox{ per a tot }}i=1,\dots ,n\right\}}

## Estructures quasicomplexes
Una estructura quasicomplexa sobre una varietat real és una GL(n, C)-estructura (en el sentit de G-estructures); és a dir, el fibrat tangent està dotat d'una estructura complexa lineal.
En concret, això és un endomorfisme del fibrat tangent el quadrat del qual és −I; aquest endomorfisme és anàleg a la multiplicació per la unitat imaginària i, i es denota per J (per evitar confusions amb la matriu identitat I). Una varietat quasicomplexa té, necessàriament, una dimensió parell.
Una estructura quasicomplexa és més feble que una estructura complexa: tota varietat complexa té una estructura quasicomplexa, però no tota estructura quasicomplexa prové d'una estructura complexa. Notem que tota varietat real de dimensió parell té una estructura quasicomplexa definida localment a partir de la carta de coordenades local. La qüestió és si aquesta estructura complexa es pot definir globalment. Hom diu que una estructura quasicomplexa que prové d'una estructura complexa és integrable, i quan es vol especificar una estructura complexa en contrast amb una estructura quasicomplexa, hom parla d'una estructura complexa integrable.
Per a estructures complexes integrables, el tensor de Nijenhuis s'anul·la. Aquest tensor es defineix sobre parells de camps vectorials, X, Y, segons:
{\displaystyle N_{J}(X,Y)=[X,Y]+J[JX,Y]+J[X,JY]-[JX,JY]}.
Per exemple, l'esfera de dimensió 6 S⁶ té una estructura quasicomplexa natural, que sorgeix del fet que és el complement ortogonal de i en l'esfera unitat dels octonions, però no és una estructura complexa (es desconeix si la 6-esfera té una estructura complexa; recentment Atiyah ha demostrat que no en té, però el seu article encara està sent revisat per la comunitat matemàtica). Emprant una estructura quasicomplexa, hom pot utilitzar funcions holomorfes i preguntar-se sobre l'existència de coordenades holomorfes sobre la varietat. L'existència de coordenades holomorfes és equivalent a dir que la varietat és complexa (que és la definició de carta).
Si s'aplica un camp tensorial al fibrat tangent amb els nombres complexos, hom obté el fibrat tangent complexificat, sobre el qual té sentit la multiplicació per nombres complexos (fins i tot si la varietat de partida era una varietat real). Els valors propis d'una estructura quasicomplexa són ±i, i els espais propis configuren subfibrats denotats per T0,1M i T1,0M. El teorema de Newlander-Nirenberg mostra que una estructura quasicomplexa és, de fet, una estructura complexa quan aquests subfibrats són involutius, és a dir, tancats pel parèntesi de Lie de camps vectorials, i hom diu llavors que l'estructura quasicomplexa és integrable.

## Varietats de Kähler i de Calabi-Yau
Hom pot definir una anàloga d'una mètrica riemanniana per a varietats complexes, anomenada mètrica hermítica. Similarment a una mètrica riemanniana, una mètrica hermítica consisteix d'un producte escalar definit positiu i amb variació suau sobre el fibrat tangent, que és heític respecte a l'estructura complexa sobre l'espai tangent a cada punt. De la mateixa manera que en el cas riemannià, existeixen una multitud de mètriques hermítiques sobre qualsevol varietat complexa. Si la part antisimètrica d'una mètrica hermítica és simplèctica, és a dir, tancada i no degenerada, llavors hom parla d'una mètrica de Kähler. Les estructures de Kähler són molt menys freqüents i molt més rígides.
Alguns exemples de varietats de Kähler inclouen les varietats algebraiques projectives suaus i, més en general, qualsevol subvarietat complexa d'una varietat de Kähler. Les varietats de Hopf són exemples de varietats complexes que no són de Kähler. Per construir-ne una, hom pren un espai vectorial complex menys l'origen, i es considera l'acció del grup dels enters sobre aquest espai per la multiplicació per exp(n). El quocient és una varietat complexa on el primer nombre de Betti és 1, i per la teoria de Hodge, no pot ser de Kähler.
Una varietat de Calabi-Yau es pot definir com una varietat de Kähler, plana en el sentit de Ricci, i compacta. Equivalentment, es pot definir com aquella on la seva primera classe de Chern s'anul·la.